# Gilles Mouyard
Gilles Mouyard (Namen, 8 maart 1970) is een Belgisch politicus van de MR.

## Levensloop
Mouyard groeide op in een familie van ondernemers en werd zelf ook ondernemer. Hij was in de jaren 1990 tevens amateur-autocoureur.
Hij werd politiek actief bij de PRL en werd voor deze partij in 1994 tot gemeenteraadslid van Sambreville verkozen. Bij die verkiezingen had de PS van zittend burgemeester Jean Poulain de absolute meerderheid. Omdat Mouyard daar niet mee tevreden was, stapte hij naar de Raad van State om dit verkiezingsresultaat aan te vechten. Dit mislukte en hij moest de gemeenteraad verlaten. Nadat PRL-gemeenteraadslid Michel Guillaume echter de gemeenteraad verliet, kwam Mouyard in 1995 terug in de gemeenteraad van Sambreville terecht. Als gemeenteraadslid hield Mouyard zich voornamelijk bezig met zaken in verband met begroting. Hij bleef gemeenteraadslid tot in 2006. In 2011 verhuisde Mouyard naar Fosses-la-Ville, waar hij sinds 2018 ook gemeenteraadslid is.
Voor de gemeenteraadsverkiezingen van 2000 ging de PRL een alliantie aan met de andere partijen in de oppositie, de PSC en de IC. De bedoeling was om de PS in de oppositie te kunnen krijgen. Dit lukte echter niet, want de PS behield haar absolute meerderheid in Sambreville ondanks een conflict tussen burgemeester Poulain, Marcel Fisenne en de jonge Jean-Charles Luperto. Ook in 2006 behield de PS er haar absolute meerderheid.
In 2006 verliet Mouyard de gemeentepolitiek van Sambreville en werd hij provincieraadslid van de provincie Namen. Enkele weken later werd hij gedeputeerde van de provincie. Hij bleef beide functies uitoefenen tot zijn verkiezing in het Waals Parlement in 2009.
Ook op nationaal niveau werd hij politiek actief. In 2008 werd hij namelijk voorzitter van de MR-afdeling van de provincie Namen, nadat hij in 2007 voorzitter van de MR-afdeling in Sambreville was geworden. In 2009 stelde hij zich tevergeefs kandidaat voor het voorzitterschap van de MR.
In 2009 werd Mouyard verkozen in het Waals Parlement en in het Parlement van de Franse Gemeenschap. In 2014 werd hij in deze mandaten herverkozen. In september 2017 werd hij eveneens deelstaatsenator in de Belgische Senaat. Bij de verkiezingen van 2019 raakte hij niet herkozen als parlementslid. Vervolgens werd Mouyard politiek secretaris van de MR-fractie van de Senaat.